# اندیس قزل حصار
قزل حصار یک اندیس مصالح ساختمانی است که در حوالی شهر فشم استان تهران قرار دارد و مادهٔ معدنی موجود در آن، باریت است.  